# バルバドスの行政区画
バルバドスの行政区画（バルバドスのぎょうせいくかく）は、歴史的な行政区画である行政教区と、地方の代表である選挙区評議会の2種類が存在する。1969年以降、同国に地方自治体は存在しない。

## 行政教区

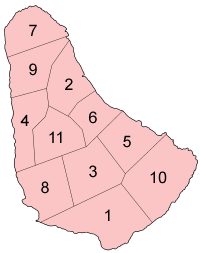
バルバドスの地方行政区分図

行政教区（Parish）は歴史的な行政区画である。行政機能は持っていないが、現在でも住所や統計などで頻繁に使用されており、対外的にも行政区画として認識されている。その数は11教区で、首都ブリッジタウンはセント・マイケル教区に属している。
1629年、バルバドスに6つの教区が設置された。1645年に5教区が新たに設置され、現在と同じ11教区となった。当時はヴェストリー制と呼ばる独自の地方政府制度が存在し、教区とその中心となる教会が事実上の地方政府として機能していた。1958年、行政区画の再編により教区は行政機能を失った。
| #  | 行政教区                 | 英語名        | 面積 (km2) | 人口 (2010年) | 設置年 | 選挙区評議会の数 |
| -- | ------------------------ | ------------- | ---------- | ------------- | ------ | ---------------- |
| 01 | クライスト・チャーチ教区 | Christ Church | 57         | 54,336        | 1629年 | 5                |
| 02 | セント・アンドリュー教区 | Saint Andrew  | 36         | 5,139         | 1645年 | 1                |
| 03 | セント・ジョージ教区     | Saint George  | 44         | 19,767        | 1645年 | 2                |
| 04 | セント・ジェームズ教区   | Saint James   | 31         | 28,498        | 1629年 | 3                |
| 05 | セント・ジョン教区       | Saint John    | 34         | 8,963         | 1645年 | 1                |
| 06 | セント・ジョゼフ教区     | Saint Joseph  | 26         | 6,620         | 1645年 | 1                |
| 07 | セント・ルーシー教区     | Saint Lucy    | 36         | 9,758         | 1629年 | 1                |
| 08 | セント・マイケル教区     | Saint Michael | 39         | 88,529        | 1629年 | 11               |
| 09 | セント・ピーター教区     | Saint Peter   | 34         | 11,300        | 1629年 | 1                |
| 10 | セント・フィリップ教区   | Saint Philip  | 60         | 30,662        | 1645年 | 3                |
| 11 | セント・トーマス教区     | Saint Thomas  | 34         | 14,249        | 1629年 | 1                |

## 選挙区評議会

2022年の選挙区

選挙区評議会（Constituency Councils）は、バルバドス議会の選挙区を基に設置された地方の法定代表機関である。選挙区評議会は選挙区から選出された15名の委員によって構成され、選挙区の代表者として、選挙区のデータベースの構築、住民のニーズを特定し、選挙区の利益となる社会計画を中央政府に勧告する。また選挙区内の公的サービスの支援などを行う。委員の任期は2年（延長可能、上限の規定はなし）で、中央政府が指名する。
2008年に首相に就任したデイヴィッド・トンプソンによって、2009年に設置された。2009年の法案によると選挙区評議会は30あり、国土を5分割した区域（Zone）にそれぞれ割り振られている。区割りは国会の選挙区が基になっているため、人口密集地は細分化されやすく、逆に人口が希薄な教区は1つしかない場合がある。
- 北部区域（Northern Zone）
  - セント・ルーシー（Saint Lucy）
  - セント・ピーター（Saint Peter）
  - セント・アンドリュー（Saint Andrew）
  - セント・ジョゼフ（Saint Joseph）
  - 北セント・ジェームズ（Saint James North）
  - 中部セント・ジェームズ（Saint James Central）

- 西部区域（Western Zone）
  - 南セント・ジェームズ（Saint James South）
  - 西セント・マイケル（Saint Michael West）
  - 西中部セント・マイケル（Saint Michael West Central）
  - 北東セント・マイケル（Saint Michael North East）
  - 北西セント・マイケル（Saint Michael North West）
  - 北セント・マイケル（Saint Michael North）

- 東部区域（Eastern Zone）
  - セント・ジョン（Saint John）
  - 北セント・フィリップ（Saint Philip North）
  - 南セント・フィリップ（Saint Philip South）
  - 西セント・フィリップ（Saint Philip West）
  - 東クライスト・チャーチ（Christ Church East）
  - 東中部クライスト・チャーチ（Christ Church East Central）

- 中部区域（Central Zone）
  - 北セント・ジョージ（Saint George North）
  - 南セント・ジョージ（Saint George South）
  - セント・トーマス（Saint Thomas）
  - 中部セント・マイケル（Saint Michael Central）
  - 東セント・マイケル（Saint Michael East）
  - 南中部セント・マイケル（Saint Michael South Central）

- 南部区域（Southern Zone）
  - 南クライスト・チャーチ（Christ Church South）
  - 西中部クライスト・チャーチ（Christ Church West Central）
  - 西クライスト・チャーチ（Christ Church West）
  - 南セント・マイケル（Saint Michael South）
  - 南東セント・マイケル（Saint Michael South East）
  - ブリッジタウン市（City of Bridgetown）

## かつて存在した行政区画

### 1958年 - 1967年
1958年から1967年まで、バルバドスは2つの地区（District）とブリッジタウン市の計3つの地方自治体から成っていた。地区は地区議会が、ブリッジタウンは市議会と市長によって運営された。これまで地方政府であった行政教区は廃止された。またブリッジタウンはさらに3つの区（Ward）に分割された。
1967年4月、地方政府は廃止され暫定地方行政長官に移管された。1969年9月1日、すべての地方行政サービスは対応する中央政府および法定委員会へ移管され、地方自治体は廃止された。
- 北部地区（Northern District）
  - セント・アンドリュー教区
  - セント・ジェームズ教区
  - セント・ジョゼフ教区
  - セント・ルーシー教区
  - セント・ピーター教区
  - セント・トーマス教区

- 南部地区（Southern District）
  - クライスト・チャーチ教区
  - セント・ジョージ教区
  - セント・ジョン教区
  - セント・ピーター教区

- ブリッジタウン市
  - 市区部（City Ward）
  - カーライル区（Carlisle Ward）
  - セント・マイケル区（Saint Michael Ward）